# Садове (Кропивницький район)
Садо́ве — село в Україні, в Бобринецькій міській територіальній громаді Кропивницького району Кіровоградської області. Населення становить 23 особи.

## Населення
Згідно з переписом УРСР 1989 року чисельність наявного населення села становила 22 особи, з яких 9 чоловіків та 13 жінок.
За переписом населення України 2001 року в селі мешкали 23 особи.

### Мова
Розподіл населення за рідною мовою за даними перепису 2001 року:
| Мова       | Відсоток |
| ---------- | -------- |
| українська | 95,65 %  |
| інші       | 4,35 %   |